# Izibasic
 (mai 2023).
Si vous disposez d'ouvrages ou d'articles de référence ou si vous connaissez des sites web de qualité traitant du thème abordé ici, merci de compléter l'article en donnant les références utiles à sa vérifiabilité et en les liant à la section « Notes et références ».
 (mai 2023).
IziBasic est un langage de programmation de la famille des BASIC, destiné aux assistants personnels sous Palm OS. Le public visé est constitué aussi bien de programmeurs débutants ou amateurs que plus expérimentés.
IziBasic est un outil de développement de haut niveau, de type compilateur pour BASIC, qui construit des applications autonomes, directement sous Palm OS, sans nécessiter l'utilisation d'un PC.
Les codes sources sont écrits en utilisant :
- soit l'application Memo qui est livrée avec toutes les machines sous Palm OS,

- soit un éditeur DOC embarqué de votre choix.